# Động đất Thái Sơn
Động đất Thái Sơn (tiếng Trung: 泰山震) là một trận động đất thứ nhất được ghi nhận trong lịch sử. Có xảy ra ở núi Thái Sơn vào năm thứ 7 của trì vị vua Phát thuộc triều nhà Hạ từ khoảng giữa năm 2205 và năm 1600 TCN. Nó đã được đề cập ngắn gọn trong Trúc thư kỷ niên. Sự kiện này có thể từ năm 1831 hoặc 1731, 1652 TCN.

## Chú giải
1. ↑  "kim bản" (今本, văn bản phổ biến), Trúc thư kỷ niên, Hạ ký (夏記, các triều đại nhà Hạ được ghi nhận), "trong triều đại thứ 10 (của vua Phát), vua Phát mất và (có) một trận động đất ở núi Thái Sơn (七年 陟。泰山震。).